# Kaaron Conwright
Kaaron Conwright (né le 8 août 1976) est un athlète américain, spécialiste du sprint.
Lors de la Coupe du monde 2006, il remporte le relais 4 × 100 m avec un temps record de 37 s 59 (après avoir déjà remporté la même épreuve en 2002).
Son meilleur temps sur 100 m est de 10 s 05 (2000, à Flagstaff).